# سيو شين أي
سيو شين أي (بالكورية: 서신애)‏ هي ممثلة كورية جنوبية، ولدت يوم 20 أكتوبر 1998 في هواسونغ في كوريا الجنوبية.

## روابط خارجية
- سيو شين أي على موقع IMDb (الإنجليزية)
- سيو شين أي على موقع قاعدة بيانات الفيلم (الإنجليزية)